# Dicrostonyx torquatus
Dicrostonyx torquatus је врста леминга.

## Распрострањење
Ареал врсте је ограничен на једну државу, Русију.

## Станиште
Станишта врсте су шуме, тундра, субарктичка подручја и арктичка подручја.

## Начин живота
Врста Dicrostonyx torquatus прави гнезда.

## Угроженост
Ова врста је наведена као последња брига, јер има широко распрострањење и честа је врста.